# Олімпійський комітет Угорщини
Угорський олімпійський комітет (угор. Magyar Olimpiai Bizottság, MOB) — національний олімпійський комітет Угорщини.

## Історія
Угорський олімпійський комітет був заснований 15 грудня 1895 року. У 1895—1904 рр. комітет очолював Альберт Берзевіці. З 1906 по 1915 рік секретарем комітету був Деже Лаубер, спортсмен і архітектор.
Президентом комітету з 2010 року є олімпійський чемпіон 1988 року по спортивній гімнастиці Жолт Боркаі, він змінив на цій посаді Пала Шмітта, який був обраний президентом Угорщини. Генеральним секретарем є олімпійський чемпіон 1988 року з фехтування Бенце Сабо.
Угорський олімпійський комітет є членом Міжнародного олімпійського комітету та Олімпійських комітетів Європи.